# Isla Floreana
La isla Floreana es la sexta isla más grande por su extensión del archipiélago de las islas Galápagos con 173 kilómetros cuadrados. Administrativamente, pertenece a la parroquia de Santa María, del Cantón de San Cristóbal, en la provincia de Galápagos (Ecuador), siendo su localidad más grande el poblado de Puerto Velasco Ibarra. 
Se encuentra a 1000 km frente a las costas de Ecuador. En 1978, las Galápagos fueron decretadas Patrimonio de la Humanidad por la UNESCO. La Dirección del parque nacional Galápagos maneja el 98% de la isla; una zona de agricultura (230 ha) y el pueblo de Velasco Ibarra (42 ha, 140 residentes) completan el 2% restante.

## Historia

### Colonización de la isla
La isla Floreana es sin duda una de las más famosa del archipiélago por sus peripecias históricas y románticas.
El primer habitante del archipiélago fue un navegante irlandés, Patrick Watkins, que desembarcó en la isla Floreana en 1807. Permaneció allí solo durante dos años, viviendo del cultivo de su huerto y de los intercambios con los barcos que pasaban por la zona. En 1809, abandonó la isla en un bote robado a uno de estos barcos, en compañía de algunos de los tripulantes.
En 1832, cuando el archipiélago fue oficialmente anexionado a la República del Ecuador, se instaló en la isla un centro de detención donde fueron deportados primero cerca de un centenar de militares, autores de un motín y condenados a muerte, pero cuya pena había sido conmutada por deportación gracias a la intervención del general José de Villamil, nombrado Gobernador General del archipiélago. Este último mantuvo la ilusión de hacer de este lugar un remanso de paz y rehabilitación para los presos. Por ello, dio el nombre de Asilo de la Paz a esta colonia que se estableció en una zona de tierras fértiles en el centro de la isla, al pie del cráter del mismo nombre mencionado anteriormente. Pero este asentamiento solo duró unos veinte años.
En 1925, los miembros de una expedición zoológica noruega, dirigida por Alf Wollebæk, se quedaron durante cinco meses en la isla y construyeron la primera estación biológica del archipiélago. Se trataba de una casa de piedra de lava situada muy cerca del litoral de la Bahía de Correos, en el norte de la isla, a un kilómetro al noreste del famoso "buzón" que dio nombre a la bahía. El nombre de este zoólogo escandinavo sigue hoy unido al nombre científico del león marino de Galápagos. El barco que trajo a la isla a esta expedición científica también transportaba a una docena de colonos noruegos, seducidos por la publicidad que se hacía en su país sobre la abundancia de peces y ballenas en esta región y que pensaban desarrollar allí una industria ballenera. Pero la experiencia fracasó y en menos de dos años la mayoría de ellos regresaron a su país.

### El caso de Galápagos
A principios de la década de 1930, la isla Floreana fue noticia. Tres grupos de colonos de Alemania vinieron a establecerse en la isla que entonces estaba completamente desierta.
En 1929, un tal doctor Friedrich Ritter, dentista con curiosas ideas filosóficas, vegetariano, deseoso de huir de la civilización occidental y de encontrar una vida sana en contacto con la naturaleza, a través de una existencia totalmente retirada del mundo en alguna idílica isla desierta del Pacífico, logró convencer a su paciente y amante, Dore Strauch, de que abandonaran a sus respectivos cónyuges y se marcharan de Europa. Así, en agosto del mismo año, desembarcaron en la isla Floreana.
La singular experiencia de esta extraña pareja fue rápidamente recogida por la prensa occidental, lo que motivó a una familia de Colonia, los Wittmer, a ir a vivir una existencia similar en la misma isla. Heinz y Margaret Wittmer querían huir de Alemania y sus graves problemas políticos de la época. También pensaban que así podrían curar el problema de salud que padecía el hijo de Heinz, Harry. Los tres llegaron a la isla Floreana en agosto de 1932. Poco tiempo después, Margaret dio a luz a un niño, Rolf, que se convirtió así en el primer habitante nativo de Galápagos. Al doctor Ritter no le gustó ver su aislamiento perturbado por esta familia y la convivencia se vivió en una relativa neutralidad. 
En octubre del mismo año desembarcó un cuarteto que vino a perturbar la tranquilidad del lugar. Se trataba de una excéntrica austriaca que se hacía llamar "Baronesa" Eloise von Wagner-Bosquet, acompañada de sus dos amantes alemanes, Robert Philippson y Rudolf Lorenz, así como de un peón ecuatoriano, Felipe Valdivieso, que se escapó poco después para volver al continente. La baronesa, que incluso llegó a autoproclamarse "Emperatriz de Floreana", tenía el fantasioso proyecto de fundar en Floreana un hotel de lujo para acoger a los ricos turistas estadounidenses de paso. Evidentemente, este proyecto nunca vio la luz. Al cabo de un año y medio de una vida tumultuosa tanto en las relaciones de la baronesa con las otras dos familias como en sus relaciones con sus amantes, en marzo de 1934, esta informó a sus vecinos de que abandonaba la isla con Robert Philippson para ir a Tahití en el yate de un amigo. Desaparecieron el 27 de marzo. Pero nadie había visto el menor yate en la región. A pesar de las sospechas que pesaban sobre Rudolf Lorenz sobre esta misteriosa desaparición, Margaret Wittmer sostuvo la tesis de la partida a Tahití. Pero pronto Rudolf Lorenz decidió abandonar la isla y regresar a Alemania. 
En julio, aprovechó el paso de un noruego, Trygve Nuggerud, para embarcar con él, con el objetivo de llegar a la isla San Cristóbal y luego a Guayaquil, en la costa ecuatoriana. Ellos también desaparecieron. No fue hasta el 12 de diciembre siguiente que los cuerpos desecados y momificados de los dos hombres, presumiblemente muertos por deshidratación, fueron encontrados por la tripulación del barco estadounidense Velero III, en la arena de la isla Marchena, al norte del archipiélago de Galápagos. Una vez más, el misterio sobre el lugar y las causas de esta tragedia persiste. Mientras tanto, Friedrich Ritter también había muerto en noviembre, de forma extraña, envenenado al comer pollo en mal estado. 
Finalmente, ninguna de estas muertes y desapariciones ha recibido una explicación satisfactoria y parece que el misterio permanecerá para siempre intacto. Dore Strauch regresó a Alemania en diciembre de 1934, dejando a la familia Wittmer sola para continuar su vida en la isla hasta nuestros días a través de sus descendientes. Publicó sus memorias y su versión de los hechos en un libro titulado Satan Came to Eden, en 1936. Margaret Wittmer relató su experiencia en Postlagernd Floreana publicado en 1959. Pero ninguna de las dos obras permite, sin embargo, dilucidar el misterio. Estos eventos también fueron llevados a la pantalla en 2013 en un documental estadounidense. Esta historia fue adaptada por Georges Simenon en su novela Ceux de la soif publicada en 1938. Simenon ya la había evocado en una serie de artículos aparecidos en febrero de 1935 en Paris-Soir. La película Eden (2024) de Ron Howard también está inspirada en este episodio.

### El caso Uthurburu
Léon Uthurburu, un francés nacido en 1803 en Barcus, en los Pirineos Atlánticos, se había marchado a la edad de 20 años a Ecuador, donde había montado un próspero negocio comercial. Incluso se convirtió en vicecónsul de Francia en Guayaquil. Entre sus deudores figuraba el general José de Villamil, gobernador general del archipiélago. Este último, incapaz de saldar sus deudas, cedió a Uthurburu sus posesiones de Floreana, es decir, las 2/5 partes de la isla. En 1853, Léon Uthurburu regresó definitivamente a Francia. En 1860, José de Villamil, envejecido y queriendo resolver los asuntos de sucesión con sus hijos, escribió a Uthurburu para proponerle que le comprara esas famosas 2/5 partes de la isla Floreana. Uthurburu negoció el precio de venta de esas tierras. Ambas partes estaban de acuerdo. Pero José de Villamil tuvo que exiliarse en Perú debido a problemas políticos internos, lo que retrasó la reventa efectiva de la propiedad. Y en estos entretiempos, Léon Uthurburu murió el 8 de noviembre de 1860, legando todos sus bienes a la oficina de beneficencia de Barcus. A pesar de sus esfuerzos, el municipio nunca tomó posesión de ellos. Sin embargo, hoy en día, sigue reclamando su pertenencia. Ecuador recuperó la propiedad basándose en una ley promulgada para la ocasión, que estipulaba que un territorio puede ser incautado por el Estado si el propietario no ha vivido en él durante los últimos veinte años.

## Geografía
Mide 18 km de largo por 16 de ancho; tiene una superficie de 173 km² y una altitud máxima de 640 metros (Cerro Pajas). Fue llamada así en honor a Juan José Flores, el primer Presidente de Ecuador, durante cuya administración el Gobierno ecuatoriano tomó posesión del archipiélago.
Flamencos rosados y tortugas marinas anidan en esta isla entre diciembre y mayo. En esta isla se puede encontrar una pequeña población de los pingüinos de Galápagos. En la "Corona del Diablo", un cono volcánico sumergido, se pueden observar interesantes formaciones coralinas.
También se la conoce como Santa María de la Aguada en honor a que en ella Fray Thomas de Berlanga encontró agua en 1535 cuando fue descubierto el archipiélago.

### Geología
Floreana es un volcán en escudo que ha entrado en erupción con basaltos alcalinos desde hace 1,5 Ma. Es la isla más meridional del archipiélago de Galápagos, y un acantilado submarino de 3400 m situado a 10 km al sur de la isla forma el límite meridional de la plataforma de Galápagos. Hay más de 50 conos de escoria en tierra y 6 conos de toba en el mar. Compuestos principalmente por tefra, estos conos son el origen de los flujos de lava A'a. Los flujos más antiguos se encuentran en el extremo norte de la isla, mientras que los más recientes (26 ka) se encuentran en el extremo sur. El Cerro Pajas, el volcán inactivo más alto de la isla, es el origen del flujo de lava más grande (272 ka).